# Tiracola
Tiracola é um gênero de traça pertencente à família Arctiidae.